# Aggiornamento Software (Apple)
Aggiornamento Software (Software Update nella versione inglese) è un'utility di sistema sviluppata da Apple Inc. che si preoccupa di aggiornare i software prodotti da Apple all'ultima versione sui computer su cui è installato il sistema operativo macOS. Fa parte dei CoreServices in macOS. Questa applicazione si trova al percorso /Sistema/Libreria/CoreServices/Aggiornamento Software.app.
Esiste anche una versione di Aggiornamento Software per Mac OS Classico, a partire dalla release 9.0 del sistema.
È raccomandato installare gli aggiornamenti proposti: questi includono i Security Update (aggiornamenti di sicurezza), gli aggiornamenti del sistema e dei driver e gli aggiornamenti delle applicazioni Apple presenti sul computer dell'utente (suite iWork, iTunes, QuickTime eccetera). A partire da Mac OS X Leopard, l'utility propone anche gli aggiornamenti dei driver delle stampanti prodotte da HP.
Tutti gli aggiornamenti richiedono l'inserimento di una password di amministratore e alcuni richiedono il riavvio del sistema. A partire da Mac OS X Leopard, gli aggiornamenti che richiedono il riavvio vengono installati solo dopo la conferma da parte dell'utente del riavvio. È possibile, nelle impostazioni, rimuovere la richiesta della password dell'ID apple per il download delle applicazioni o degli aggiornamenti gratuiti.
Da OS X Mountain Lion, Aggiornamento Software è stato unificato con Mac App Store, per tornare nuovamente alla posizione originaria a partire da macOS Mojave.

## Funzioni
- Può essere impostato per cercare gli aggiornamenti quotidianamente, settimanalmente, mensilmente oppure soltanto su richiesta dell'utente;
- Può scaricare gli aggiornamenti sotto forma di pacchetti (gli stessi usati da Installer), che possono essere installati in un secondo tempo o usati su un altro computer senza doverli riscaricare;
- Permette di mantenere una cronologia degli aggiornamenti installati;
- Rende possibile ignorare gli aggiornamenti del software Apple non posseduto dall'utente e di non mostrarli in seguito.

## Varie
Aggiornamento Software fu introdotto inizialmente in Mac OS 9. Tutte le sue funzioni sono disponibili anche da riga di comando a terminale con il programma softwareupdate.
La sintassi di softwareupdate per Mac OS X Leopard è:
| uso: softwareupdate <mode> [<argomenti> ...] -l \| --list Elenca gli aggiornamenti disponibili -d \| --download Solo download -i \| --install Installazione <label> ... aggiornamenti specifici -a \| --all tutti gli aggiornamenti -r \| --recommended solo quelli raccomandati Preferenze utente: --ignore <label> ... Ignora gli aggiornamenti specificati --reset-ignored Reimposta gli aggiornamenti ignorati --schedule (on \| off) Imposta il controllo automatico -h \| --help Visualizza questo aiuto |

Usando questa utility, per gli amministratori è possibile eseguire Aggiornamento Software regolarmente tramite cron:

softwareupdate -i -a
(o solo --recommended per prudenza).

Se si usa cron, è meglio impostare softwarupdate perché non vada in esecuzione quando un utente è connesso specialmente perché alcuni aggiornamenti richiedono un riavvio del sistema (softwareupdate non riavvia automaticamente la macchina, ma avverte solo nel caso in cui è necessario.)
Gli amministratori remoti potrebbero essere anche interessati ai comandi da terminale curl e installer per mettere a punto il loro sistema di aggiornamento software.